# Apterogryllus palpatus
Apterogryllus palpatus är en insektsart som först beskrevs av Lucien Chopard 1925.  Apterogryllus palpatus ingår i släktet Apterogryllus och familjen syrsor. Inga underarter finns listade i Catalogue of Life.